# Požírač srdcí
Požírač srdcí (v anglickém originále The Heartbroke Kid) je 17. díl 16. řady (celkem 352.) amerického animovaného seriálu Simpsonovi. Scénář napsal Ian Maxtone-Graham a díl režíroval Steven Dean Moore. V USA měl premiéru dne 1. května 2005 na stanici Fox Broadcasting Company a v Česku byl poprvé vysílán 21. října 2007 na stanici ČT2.

## Děj
Inspektor Chalmers a ředitel Skinner se museli rozhodnout, s kým uzavřou smlouvu na prodejní automaty ve škole. Kontrakt se rozhodli podepsat s firmou, která vyrábí svačinky s obrázkem dvou rapperů Leváka a Bejka na skateboardu a vydávány jsou automaty s originálními hláškami. Následující den, když byly automaty do chodeb školy nainstalovány, se po svačinkách z automatů strhla lavina zájmu. Jeden produkt si koupila i Líza Simpsonová, a jakmile si přečetla složení, kde byly zmíněny složky jako hydrogenovaná ropa, glutaman jedovatý nebo částečně neutralizované plutonium, varovala ostatní spolužáky, ale ti ji neposlechli. Na svačinkách z automatu později začal být závislý i Bart Simpson, a dokonce odmítal normální jídlo.
Následně byl díl proložen opět úvodní znělkou, ale jako „po třech týdnech“. Místo, aby Bart psal trest na tabuli, se na záběru objevil tlustý a přejídal se svačinkami ze školních automatů. Po zazvonění zvonku obvykle Bart ihned na skateboardu opustí školu, ovšem nyní mu to trvalo. Na cestě domů pod ním praskal chodník a zboural vše, co se dalo. Zároveň s ostatními členy rodiny dojel k domu, kde při jeho obvyklém skákání přes Homerovo auto střechu auta probořil a Homera vymrštil z auta ven. Zbytek Simpsonových si sedl na gauč a všichni čekali, než se k nim doplazí i Bart. Ten za chvíli těžkou chůzí přišel, ale dostal infarkt.
Záhy byl převezen do nemocnice ve Springfieldu, kde mu doktor Dlaha provedl diagnózu. Zjistil, že Bart opravdu prodělal infarkt, v plicních tepnách má sraženou Ovomaltinu a pod plícemi má nános karamelu. Na základě tohoto zjištění Bartovi nařídil cvičení a dodržování přísné diety, což ale zprvu nedodržoval a neustále se ládoval svačinkami a nápoji z automatu. Marge ale situaci brala vážně a Bartovi se to pokoušela vysvětlit. Dostala od doktora Dlahy seznam potravin, které jsou šetrné k srdci. Bart jí slíbil, že dietu bude dodržovat, ovšem Líza ho přistihla při porušování diety a rozhodla se to říct rodičům. Ti doma uspořádali sešlost několika lidí ze Sprigfieldu, aby se mu pokusili vysvětlit, jak závažný je jeho zdravotní stav. Počítali i s variantou, že Bart si z toho nic nevezme, a tak ho převezli do tábora pro tlouštíky s ostrahou, ale i tam si z počátku dovoloval podvádět. Barta ke změnění životního stylu přimělo až to, že ho vedoucí tábora zavezl k jeho domu, kde spatřil ceduli hostel a plno německých občanů, kteří zde byli ubytování a Homer s Marge je obskakovali, aby si tento tábor mohli Simpsonovi finančně dovolit. Večer se vloupal do školy a všechny automaty rozbil a vybral z nich peníze, díky kterým mohli Němce z domu vyhnat. Ještě se u nich zastavil vedoucí tábora s tím, že mají zaplacené tři týdny v táboře. Leč nedobrovolně se této možnosti rozhodl využít Homer.

## Hlášky
Vedoucí tábora: „Když vás šlehnu bičem, řeknete mi jméno a důvod vaší tloušťky.“
Kent Brockman: „Kent Brockman, zprávy na 6. kanále. Při sportu a počasí se láduju popcornem.“
Vedoucí tábora: „My víme, vaše špeky se přelévají do 5. a 7. kanálu. Doufám, že dostáváte tři platy.“

## Přijetí
Ve Spojených státech díl během premiéry sledovalo 10,79 milionu diváků.
Colin Jacobson z DVD Movie Guide k dílu napsal: „Moralizující Simpsonovi nebývají dobrými Simpsonovými, a to se zde stává problémem. Chápeme: tučné svačiny jsou pro děti špatné. Požírači bije toto téma do očí a postrádá humor, který by ho učinil přijatelným, ačkoli hostující Albert Brooks ho na chvíli oživí.“.
Patrick D. Gaertner ze serveru Puzzled Pagan napsal: „Tenhle díl je opravdu temný a divný, ale nijak zvlášť se mi nelíbí. Nešel bych tak daleko, abych řekl, že se mi líbil, ale nebylo na něm nic, co by mi vyloženě vadilo. Za pár týdnů na to skoro určitě všechno zapomenu, ale mělo to pár zajímavých nápadů. Prověřit obezitu a zkoumat ji v tomto světle je opravdu zajímavé a důležité téma k diskuzi a myslím, že se to povedlo. Bart si v této epizodě v podstatě vypěstuje závislost na jídle, a i když bych byl rád, kdyby to prozkoumali víc, je to také komedie, takže zabíhat do hloubky používání okamžitého uspokojení z jídla k maskování některých psychologických problémů možná není pro seriál to pravé. Nebylo to nijak zvlášť vtipné a důležité téma se zkoumalo jen povrchně, takže to nebyl díl, který by mě vyloženě bavil, ale bylo to fajn.“.
Server IGN uvedl Alberta Brookse jako nejlepší hostující hvězdu seriálu Simpsonovi za namluvení Taba Spanglera spolu s jeho předchozími rolemi.